# Some Day One Day
Some Day One Day ("Algún día, un día", en español) es una canción de la banda británica Queen, escrita y cantada por Brian May, el guitarrista de la banda. Es la cuarta pista perteneciente a su segundo álbum llamado Queen II, publicado en 1974.
Es una canción acústica, sencilla, corte folk, en la cual abundan las guitarras acústicas pero sin dejar de lado los solos y armonías de guitarra eléctrica.
En 1996, la banda argentina Soda Stereo grabó una versión en español de Some Day One Day llamada Algún Día, la cual fue incluida en el álbum Tributo a Queen: Los Grandes del Rock en Español, publicado en octubre de 1997. Se convirtió así en la última canción grabada en estudio por la banda sudamericana. Además, este tema fue utilizado como cortina para la presentación de la gira Me verás volver de 2007 en cada ciudad.
- Datos: Q718849